# Elecciones regionales de Pasco de 2006
Las elecciones regionales de Pasco de 2006 se llevaron a cabo el 19 de noviembre de 2006 para elegir al presidente regional, al vicepresidente regional y al Consejo Regional para el periodo 2007-2011. La elección se celebró simultáneamente con elecciones regionales y municipales (provinciales y distritales) en todo el Perú.

## Sistema electoral
El Gobierno Regional de Pasco es el órgano administrativo y de gobierno del departamento de Pasco. Está compuesto por el presidente regional, el vicepresidente regional y el Consejo Regional.
La votación del presidente, vicepresidente y consejo regional se realiza en base al sufragio universal, que comprende a todos los ciudadanos nacionales mayores de dieciocho años, empadronados y residentes en el departamento de Pasco y en pleno goce de sus derechos políticos.
El Consejo Regional de Pasco está compuesto por 7 consejeros elegidos por sufragio directo para un período de cuatro (4) años, en forma conjunta con la elección del presidente regional. La votación es por lista cerrada y bloqueada. Se asigna a la lista ganadora los escaños según el método d'Hondt o la mitad más uno, lo que más le favorezca.

## Composición del Consejo Regional de Pasco
La siguiente tabla muestra la composición del Consejo Regional de Pasco antes de las elecciones.
| Partidos | Partidos                                           | Consejeros |
| -------- | -------------------------------------------------- | ---------- |
|          | Concertación en la Región por la Descentralización | 5          |
|          | Perú Posible                                       | 1          |
|          | Partido Aprista Peruano                            | 1          |

## Partidos y candidatos
A continuación se muestra una lista de los principales partidos y alianzas electorales que participaron en las elecciones:
| Candidatura | Candidatura | Partidos y alianzas                                    | Candidato | Candidato                  | Ideología                                                          | Resultado previo | Resultado previo | Ref. |
| Candidatura | Candidatura | Partidos y alianzas                                    | Candidato | Candidato                  | Ideología                                                          | Votos (%)        | Con.             | Ref. |
| ----------- | ----------- | ------------------------------------------------------ | --------- | -------------------------- | ------------------------------------------------------------------ | ---------------- | ---------------- | ---- |
|             | C           | Lista - Concertación en la Región (Concertación)       |           | Víctor Espinoza Soto       | Regionalismo pasqueño                                              | 31.91%           | 5                |      |
|             | APRA        | Lista - Partido Aprista Peruano (APRA)                 |           | Valentín López Espíritu    | Aprismo                                                            | 17.25%           | 1                |      |
|             | SP          | Lista - Somos Perú (SP)                                |           | Amparo Ordóñez de Gonzales | Democracia cristiana Conservadurismo social                        | 16.67%           | 0                |      |
|             | MNI         | Lista - Movimiento Nueva Izquierda (MNI)               |           | Félix Rivera Serrano       | Marxismo-leninismo Mariateguismo Socialismo democrático            | Nuevo            | Nuevo            |      |
|             | Sí Cumple   | Lista - Agrupación Independiente Sí Cumple (Sí Cumple) |           | Alcides Espinoza León      | Fujimorismo Populismo de derecha                                   | Nuevo            | Nuevo            |      |
|             | APP         | Lista - Alianza para el Progreso (APP)                 |           | Julio Palomino Pastrana    | Liberalismo económico Conservadurismo liberal Populismo de derecha | Nuevo            | Nuevo            |      |
|             | RN          | Lista - Restauración Nacional (RN)                     |           | Percy García Mercado       | Liberalismo económico Conservadurismo social Humanismo cristiano   | Nuevo            | Nuevo            |      |
|             | PNP         | Lista - Partido Nacionalista Peruano (PNP)             |           | Néstor Valqui Matos        | Socialismo democrático Nacionalismo de izquierda                   | Nuevo            | Nuevo            |      |

## Resultados

### Sumario general
| |                                                |              |              |              |            |            |  |  |
| Partidos y coaliciones | Partidos y coaliciones                         | Voto popular | Voto popular | Voto popular | Consejeros | Consejeros |  |  |
| Partidos y coaliciones | Partidos y coaliciones                         | Votos        | %            | ±pp          | Total      | +/−        |  |  |
| | Movimiento Nueva Izquierda (MNI)               | 26,521       | 25.53        | Nuevo        | 5          | +5         |  |  |
| | Concertación en la Región (Concertación)1      | 21,130       | 20.34        | –11.57       | 1          | –4         |  |  |
| | Partido Aprista Peruano (APRA)                 | 18,409       | 17.72        | +0.47        | 1          | ±0         |  |  |
| | Agrupación Independiente Sí Cumple (Sí Cumple) | 10,415       | 10.03        | Nuevo        | 0          | ±0         |  |  |
| | Somos Perú (SP)                                | 9,660        | 9.30         | –7.37        | 0          | ±0         |  |  |
| | Partido Nacionalista Peruano (PNP)             | 7,884        | 7.59         | Nuevo        | 0          | ±0         |  |  |
| | Restauración Nacional (RN)                     | 5,288        | 5.09         | Nuevo        | 0          | ±0         |  |  |
| | Alianza para el Progreso (APP)                 | 4,567        | 4.40         | Nuevo        | 0          | ±0         |  |  |
| |                                                |              |              |              |            |            |  |  |
| Total | Total                                          | 103,874      |              |              | 7          | ±0         |  |  |
| |                                                |              |              |              |            |            |  |  |
| Votos válidos | Votos válidos                                  | 103,874      | 86.48        | +0.65        |            |            |  |  |
| Votos en blanco | Votos en blanco                                | 4,284        | 3.57         | –3.43        |            |            |  |  |
| Votos nulos | Votos nulos                                    | 11,953       | 9.95         | +2.78        |            |            |  |  |
| Votos emitidos | Votos emitidos                                 | 120,111      | 85.51        | +4.18        |            |            |  |  |
| Abstenciones | Abstenciones                                   | 20,360       | 14.49        | –4.18        |            |            |  |  |
| Votantes registrados | Votantes registrados                           | 140,471      |              |              |            |            |  |  |
| |                                                |              |              |              |            |            |  |  |
| Fuente: |                                                |              |              |              |            |            |  |  |
| Notas al pie: 1 Comparado con los resultados de Concertación en la Región por la Descentralización (Concertación) en las elecciones de 2002. |                                                |              |              |              |            |            |  |  |
| Notas al pie: |                                                |              |              |              |            |            |  |  |
| 1 Comparado con los resultados de Concertación en la Región por la Descentralización (Concertación) en las elecciones de 2002.               |                                                |              |              |              |            |            |  |  |

### Autoridades electas
| Cargo                            | Autoridad electa | Autoridad electa         | Partido político | Partido político                                   |
| -------------------------------- | ---------------- | ------------------------ | ---------------- | -------------------------------------------------- |
| Presidente Regional de Pasco     |                  | Félix Rivera Serrano     |                  | Movimiento Nueva Izquierda                         |
| Vicepresidenta Regional de Pasco |                  | Carmen Adarmes Castillo  |                  | Movimiento Nueva Izquierda                         |
| Consejera Regional de Pasco      |                  | Doris Viva Justiniano    |                  | Movimiento Nueva Izquierda                         |
| Consejero Regional de Pasco      |                  | Héctor Lázaro Samani     |                  | Movimiento Nueva Izquierda                         |
| Consejero Regional de Pasco      |                  | César Verástegui Mendoza |                  | Movimiento Nueva Izquierda                         |
| Consejera Regional de Pasco      |                  | Olinda Cruz Rivera       |                  | Movimiento Nueva Izquierda                         |
| Consejero Regional de Pasco      |                  | Milton Trigos Salazar    |                  | Movimiento Nueva Izquierda                         |
| Consejero Regional de Pasco      |                  | Juan Medina Robles       |                  | Concertación en la Región por la Descentralización |
| Consejera Regional de Pasco      |                  | Mercedes Morales Lovatón |                  | Partido Aprista Peruano                            |